# Centaurium erythraea subsp. erythraea
Centaurium erythraea subsp. erythraea é uma subespécie de planta com flor pertencente à família Gentianaceae. 
A autoridade científica da subespécie é Rafn.
Os seus nomes comuns são centáurea-comum, centáurea-menor ou fel-da-terra.

## Portugal
Trata-se de uma subespécie presente no território português, nomeadamente em Portugal Continental.
Em termos de naturalidade é nativa da região atrás indicada.

## Protecção
Não se encontra protegida por legislação portuguesa ou da Comunidade Europeia.